# 东大极能
“东大极能”是东南大学研发的、用于中国南极科学考察的无人值守能源系统，计划安装在中国南极泰山站。它由仪器舱和发电舱组成：仪器舱内能保证0到30℃的工作环境，发电舱里有6台发电机组和1个可以存储5吨航空燃油的油箱。

## 研发历程
2009年4月，东南大学与中国科学院紫金山天文台签署战略合作协议，共同研发具有自主知识产权的“南极冰穹A科考支撑平台”，简称“东大平台”（即“东大极能”的前身）。东南大学教授郝英立任项目主持人。2010年9月27日，郝英立在西藏羊八井病逝。项目改由东南大学教授魏海坤负责。
2010年，魏海坤将“东大平台”安装在中国南极昆仑站，工作五十余天。
2018年，第二套系统安装在中国南极泰山站，已不工作。
2019年11月9日，中国第36次南极科学考察队乘坐“雪龙”号穿越西风带前往南极，将“东大极能”运送至泰山站。

## 争议
2019年11月，中国科学院国家天文台南极天文首席科学家、中国南极科考第35次队昆仑站队队长商朝晖在个人微信公众号发表文章，认为东南大学存在虚假宣传，以冲破“受制于人”、“卡脖子”等政治正确的旗号，制造假想敌，骗取立项和国家经费。